# Sven Caméen
Sven Caméen eller Sveno Benedicti Caméen, född 11 juli 1667 i Värmland död 6 juli 1729, var riksdagsman för prästeståndet vid riksdagarna 1710, 1719, 1720, 1723 och 1726 samt teologie doktor 1719. Han var biskop i Västerås från 1725 och fram till sin död.

## Biografi
Sven Caméen var son till superintendenten i Karlstads stift, Benedictus Svenonis Camoenius och Christina Carlberg. Han blev student vid Uppsala universitet 1683. Filosofie magister 1691. Han genomförde 1695-1697 en resa med utländska studier och besökte flera tyska och holländska städer. Prästvigd 1698 till vice pastor i Storkyrkoförsamlingen i Stockholm. Extra ordinarie hovpredikant 1700. Pastor vid drabantkåren 1701. Pastor vid Kungliga Livgardet 1703. Vice överhovpredikant 1704. Följde under tiden 1701-1704 den svenska armén under fälttåget i Polen och var då under en tid Karl XII:s biktfader. 
Caméen har blivit ihågkommen som mannen bakom konventikelplakatet. 1706 utfärdade Karl XII ett straffedikt mot vissa former av husliga andakter, vilket åtföljdes av flera andra förbud, lika fruktlösa. Eftersom pietismen dock inte blommade ut förrän efter 1718, lades dock ingen större vikt vid förbuden. Caméen hade visserligen tagit Elias Wolker i offentligt försvar 1712, och så sent som 1721 förklarade han, i egenskap av preses i Stockholms stads konsistorium, att det inte förekom några olovliga sammankomster. Men efter Sicklakonventikeln i augusti 1723 blev han utsedd av Fredrik I till kyrklig ledare för den kommission som skulle rannsaka verksamheten. Kommissionen sammanträdde fyrtio gånger under två år. Fastän majoriteten av kommissionens ledamöter, däribland kommissionens ordförande Gustav Bonde, menade att det inte fanns någon grund för anklagelse, hävdade däremot Caméen tillsammans med Jöran A Nordberg, att det inte borde vara tillåtet att samla personer från olika stånd som saknade andra band än att de ville delta i samma husliga andakt. Det var framför allt detta uttalande av Caméen som mynnade ut i konventikelplakatet.
Gift 1705 med Helena Cederström, dotter till biskopen i Västerås Carolus Carlsson och Catharina Bröms. Barnen adlades 1726 Caménsköld.